# Montgenost
Montgenost är en kommun i departementet Marne i regionen Grand Est (tidigare regionen Champagne-Ardenne) i nordöstra Frankrike. Kommunen ligger i kantonen Esternay som tillhör arrondissementet Épernay. År 2022 hade Montgenost 159 invånare.

## Befolkningsutveckling
Antalet invånare i kommunen Montgenost
| Referens: INSEE |